# 中野腐女子シスターズの「腐ジョッキー」
中野腐女子シスターズの「腐ジョッキー」（なかのふじょシスターズのふジョッキー）は、インターネットテレビ番組のGyaOジョッキーで放送されていた中野腐女子シスターズ出演のトークバラエティ番組である。2007年1月19日から番組開始。この番組がジョッキーの中で最も長く続いていた番組(約2年7カ月)であったが、GyaOジョッキー閉局により番組が終了になった。

## 概要
東京都中野区を拠点に活動するヲタドルユニット中野腐女子シスターズがおくるおたくトーク満載の番組。毎週金曜日の深夜23時から24時に生放送。最初の頃は4人体制で番組を進行していたが、2007年2月16日の放送から2〜3人体制に変更となった。出演しないメンバーは、たまに視聴者としてチャットに参加してくることもある。

## 出演者

### レギュラー
- 喜屋武ちあき(全54回)
- 乾曜子(全50回)
- 浦えりか(全54回)
- 京本有加(全48回)
- 虎南有香(全28回)
- 原田まりる(全10回)
- 新井寛乃(全10回)

※上の7人の中から毎週、2～3人が出演する。虎南は開始当初深夜番組のため参加できなかったが、2007年7月で18歳を迎えたため参加できるようになった。

### 過去の出演者
- スザンヌ(8回)
- ジャジィはなわ(2回)

### ゲスト
- 池田竜治・鶴見知大(2007/11/9)
- 瀬戸山静香(2008/8/15)
- ズラサン(2008/8/22・2009/1/30)
- 絹川麗(2008/9/19)
- はなわ(2009/7/24)
- たかはし智秋(2009/8/14)

## コーナー
普通のヲタより（お便り）視聴者よりメールで募集した内容を読んでいく。
ヲタク版大喜利、略して「ヲタギリ」漫画やアニメに関する「ヲ題」にチャットで回答。第2回放送(2007年1月26日)から開始。優秀者にはイラスト＆サイン入り色紙がプレゼントされる。
知ってる腐もり？漫画やアニメのトリビア的情報を視聴者からチャットで教えてもらう。(　´_ゝ`)腐ーン という顔文字で反応する。
今週の銀次・行列のできる銀次の相談所（京本有加の出演回)エボシカメレオンの銀次が視聴者からの相談について答えていくという設定。銀次の心の声を京本有加が低い声で演じている。
シスター・スザンヌのスザンゲ！（スザンヌの出演回）「ザンス様ごめんなさい」と懺悔したい事を視聴者がチャットで告白し、スザンヌが許すかどうかを何ユルという単位で答える。
うらの腐らいでーないとふぃーばぁー。（浦えりかの出演回）ワイプ画面を駆使して浦えりかが歌い踊る。
おやすみコール番組終了前にチャット参加者の名前を呼んでおやすみを言ってくれる。

## ヲタギリのお題と優秀回答
- 第2回放送(2007年1月26日)

お題　「ガンダム」のシャアが毎朝食べる朝食のメニューとは？
優秀回答　クワトロなので「トロ」　
お題　ピッコロが合コンで付けられたアダ名は？
優秀回答　楽器
- 第3回放送(2007年2月9日)

お題　イクラちゃんが初めて発した言葉は？
優秀回答　いい加減成長させろ！
お題　ベジータがTSUTAYAで借りたDVDのタイトルは？
優秀回答　20代30代からのニート脱出
- 第4回放送(2007年2月16日)

お題　北斗の拳の「ケンシロウ」が履歴書の趣味欄に書いたことは？
優秀回答　とんがりコーンで爪を作る
お題　フリーザがブログを開設そのタイトルは？
優秀回答　やっぱりパパが好き
- 第5回放送(2007年2月23日)

お題　「ガンダム」のシャアが新しく専用にしたものにビックリ！何を専用にした？
優秀回答　夕張市　　　　
お題　ゴルゴ13が隠れてこっそりやっていたバイトは？
優秀回答　レース編み
- 第6回放送(2007年3月9日)

お題　エヴァンゲリオンのシンジが思わず笑ってしまった使徒の名前は？
優秀回答　エマニエル
お題　サザエさんのマスオがアナゴさんのある行動に激怒！何をした？
優秀回答　マスヲって呼ぶ
- 第7回放送(2007年3月16日)

お題　ゲゲゲの鬼太郎にこんな妖怪がいたらイヤだ!!
優秀回答　みそ汁の具になる目玉オヤジ
お題　サザエさんのタラちゃんが唯一タメ口になる時があるらしい。それはどんな時？
優秀回答　エンディングで家に入るとき
- 第8回放送(2007年3月23日)

お題　ルパン三世が盗んだ超意外なものとは!?
優秀回答　USENに入るIDカード
お題　ドラえもんのジャイアンが携帯を購入!そのメアドとは？(○○@で書く)
優秀回答　耳栓を取れ@
- 第9回放送(2007年3月30日)

お題　エヴァンゲリオンで綾波レイが思いっきりテレビでみのもんたに相談したことは？
優秀回答　ケーブルが短いんですけど　
お題　藤子･F･不二雄先生の「F」って何のF？
優秀回答　藤子･ファンド･不二雄
- 第10回放送(2007年4月6日)

お題　カイジがコンビニに行くとざわざわしだした!!一体何が起きた!?
優秀回答　雑誌をカラーコピー／使っている紙幣がペリカだった
- 第11回放送(2007年4月13日)

お題　今話題の松本零士先生が見る「夢」ってどんな夢？
優秀回答　サインを書いていたらマジックがマッキーだと気づいた／メーテルの帽子が実はでっかいふ菓子だった
- 第12回放送(2007年4月20日)

お題　サザエさんの中島がカツオを誘った。「お～い磯野!○○しようぜ」それを聞いたカツオがビックリ!中島は何を誘った？
優秀回答　KAT-TUNごっこしようぜ！／お前を蝋人形にしてやろうか
- 第13回放送(2007年4月27日)

お題「天才バカボン」のパパが首相になった!早速どんな法律をつくった？
優秀回答　1日48時間にするのだ
- 第14回放送(2007年5月11日)

お題　「ドラゴンボール」にこんな技があったらイヤだ!
優秀回答　別に強くないけどとりあえず金髪になる／セルの攻撃がアナゴさんの唇
- 第15回放送(2007年5月18日)

お題　「Ζガンダム」のカミーユが修正したい大人ってどんな大人？
優秀回答　サンタが居ないことを子どもに力説する大人／腐女らNightのライブに来ない大人
- 第16回放送(2007年5月25日)

お題　「ポケモン」こんなモンスターはゲットだぜしたくない
優秀回答　見た目が安っぽい／ミュウツーだと思ったらフリーザだった
- 第17回放送(2007年6月1日)

お題　我が生涯に一片の悔いなし！といった北斗の拳のラオウが唯一悔やんだことはなに？
優秀回答　きめ台詞を噛んだ／自分が死んだのに最終回じゃない
- 第18回放送(2007年6月8日)

お題　『美味しんぼ』の海原雄山が『こしゃくな！この雄山を試そうというのか！』と怒り狂った理由は？」
優秀回答　○○のエプロンのオファーがきた／きょもが雄山の作ったじゃがいも料理を軽くあしらった